# Ступовача
Ступовача (хорв. Stupovača) — населений пункт у Хорватії, в Сисацько-Мославинській жупанії у складі міста Кутина.

## Населення
Населення за даними перепису 2011 року становило 440 осіб.
Динаміка чисельності населення поселення:

## Клімат
Середня річна температура становить 11,07 °C, середня максимальна – 25,37 °C, а середня мінімальна – -5,56 °C. Середня річна кількість опадів – 891 мм.
| Клімат поселення                              | Клімат поселення | Клімат поселення | Клімат поселення | Клімат поселення | Клімат поселення | Клімат поселення | Клімат поселення | Клімат поселення | Клімат поселення | Клімат поселення | Клімат поселення | Клімат поселення | Клімат поселення |
| Показник                                      | Січ.             | Лют.             | Бер.             | Квіт.            | Трав.            | Черв.            | Лип.             | Серп.            | Вер.             | Жовт.            | Лист.            | Груд.            |                  |
| Середній максимум, °C                         | 6,76             | 8,68             | 13,11            | 17,30            | 22,05            | 25,37            | 24,58            | 24,06            | 20,16            | 15,08            | 9,85             | 5,36             |                  |
| Середня температура, °C                       | 0,60             | 2,52             | 6,95             | 11,15            | 15,89            | 19,20            | 20,84            | 20,30            | 16,40            | 11,31            | 6,10             | 1,59             |                  |
| Середній мінімум, °C                          | −5,56            | −3,62            | 0,77             | 4,98             | 9,74             | 13,04            | 17,06            | 16,53            | 12,63            | 7,54             | 2,35             | −2,17            |                  |
| Норма опадів, мм                              | 55               | 51               | 59               | 73               | 80               | 93               | 82               | 86               | 77               | 80               | 87               | 68               |                  |
| Середньомісячна швидкість вітру, м/с          | 1.90             | 2.10             | 2.50             | 2.35             | 2.20             | 2.00             | 1.90             | 1.80             | 1.80             | 1.83             | 1.90             | 1.90             |                  |
| Середньомісячна сонячна радіація, кДж/м²·день | 4275             | 7040             | 10877            | 15261            | 19567            | 21737            | 22564            | 19757            | 14671            | 9062             | 4768             | 3472             |                  |
| --------------------------------------------- | ---------------- | ---------------- | ---------------- | ---------------- | ---------------- | ---------------- | ---------------- | ---------------- | ---------------- | ---------------- | ---------------- | ---------------- | ---------------- |
| Джерело:                                      |                  |                  |                  |                  |                  |                  |                  |                  |                  |                  |                  |                  |                  |